# ナジャタード - ショモジソブ線
ナジャタード - ショモジソブ線（ハンガリー語;Nagyatád–Somogyszob-vasútvonal）は、ハンガリー国鉄の鉄道線の名称である。路線番号は38。

## 運行形態
1-2時間に1本の運行。

## 駅一覧
以下では、ハンガリー国鉄38号線の駅と営業キロ、停車列車、接続路線などを一覧表で示す。なお、全て各駅停車である。
| 路線名 | 駅名           | 駅間営業キロ | 累計営業キロ | 接続路線 | 所在地     | 所在地         |
| ------ | -------------- | ------------ | ------------ | -------- | ---------- | -------------- |
| 38     | ナジャタード駅 | -            | 0            |          | ショモジ県 | ナジャタード郡 |
| 38     | ショモジソブ駅 | 9            | 9            | 41号線   | ショモジ県 | ナジャタード郡 |